# Ořešák černý

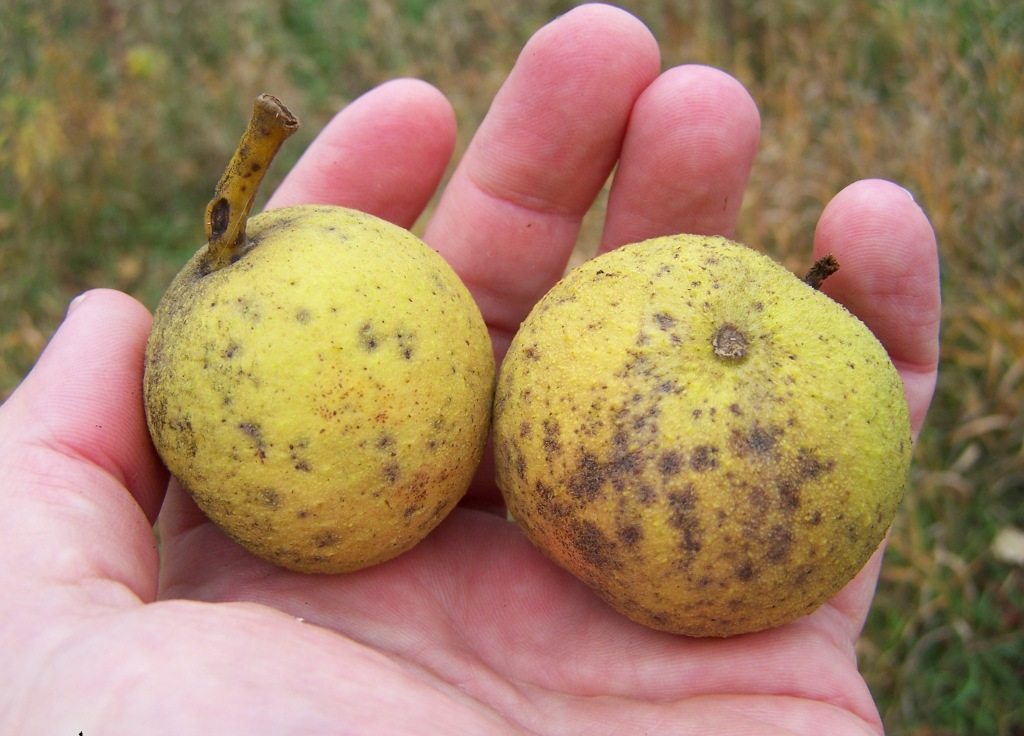
Plody

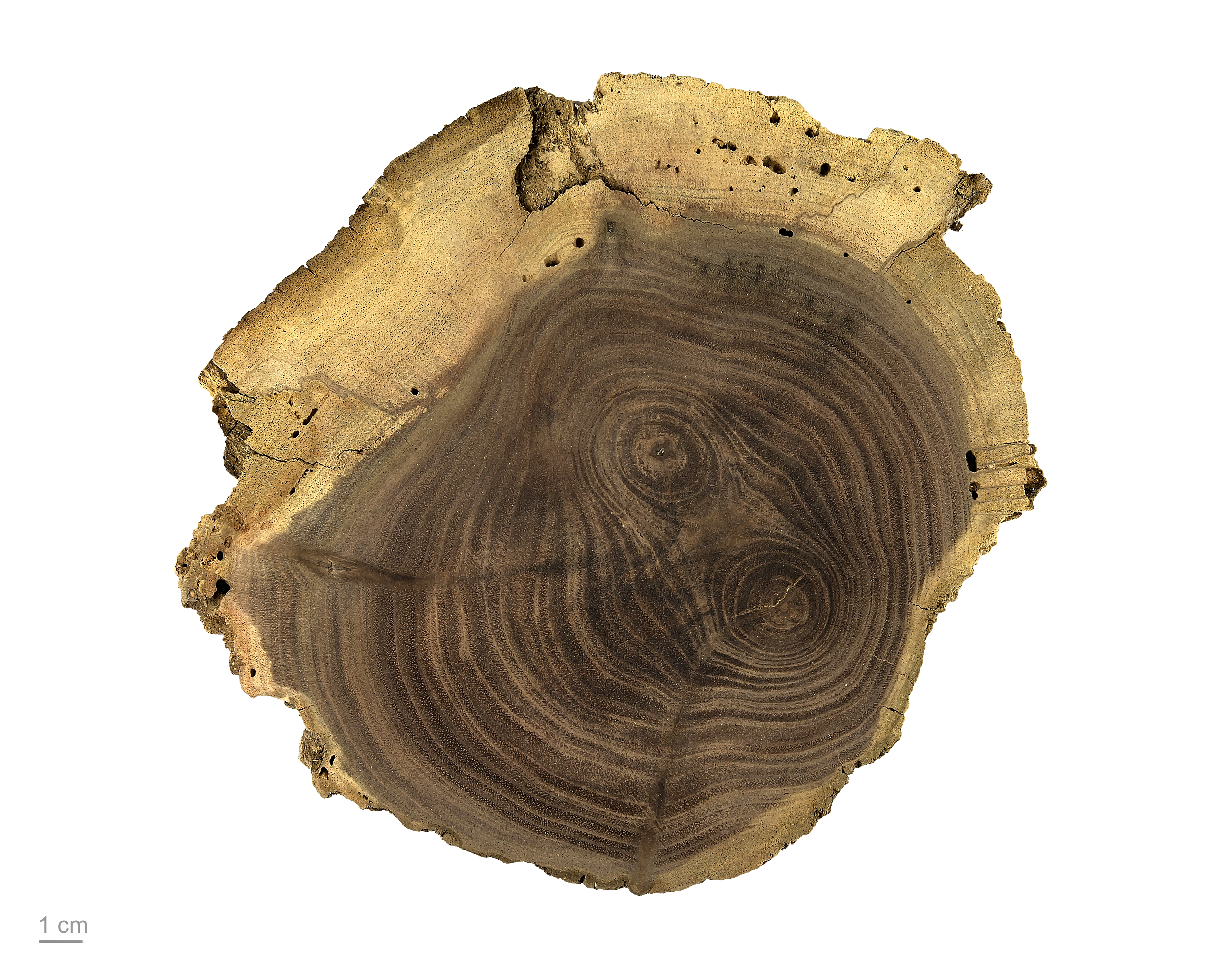
Dřevo ořešáku černého

Ořešák černý (Juglans nigra L.) je statný strom, který jako solitér dorůstá výšky 25 až 40 metrů a 15 až 25 metrů do šířky.

## Popis
Má tmavou rozbrázděnou borku, listy lichozpeřené s 5–10 jařmy, 30–60 cm dlouhé, lístky dlouze zašpičatělé a po okraji jemně pilovité. Strom je jednodomý, samčí květy (jehnědy) až 12 cm dlouhé, samičí květy po 2 až 5 na koncích mladých výhonků. Plody jsou zelené, kulovité, 4 až 6 cm v průměru a voňavé.
Jádra plodů ořešáku černého jsou jedlá.

## Původ a výskyt
Ořešák černý pochází z východní části USA, odkud byl v 17. století dovezen do Evropy a občas pěstován v zámeckých zahradách. Na Moravě byl poprvé vysazen v roku 1803 v Lednici, v Čechách v roku 1835 v pražské Královské oboře. V současnosti nejmohutnější exemplář tohoto druhu v Česku roste v zámeckém parku v Kvasicích (Ořešák v Kvasicích). V posledních letech se běžně vysazuje v parcích jako ozdobná dřevina. V našich podmínkách je odolný vůči mrazu.